# Marco Valério Latucino Máximo
Marco Valério Latucino Máximo (em latim: Marcus Valerius Lactucinus Maximus) foi um político da gente Valéria nos primeiros anos da República Romana, eleito tribuno consular por duas vezes, em 398 e 395 a.C..

## Primeiro tribunato consular (398 a.C.)
Em 398 a.C., foi eleito tribuno consular em 398 a.C. com Quinto Sulpício Camerino Cornuto, Marco Fúrio Camilo, Lúcio Valério Potito, Quinto Servílio Fidenato Lúcio Fúrio Medulino.
Os romanos continuaram o cerco a Veios e, sob o comando de Valério Potito e Fúrio Camilo, foram saqueadas Falérias e Capena, cidades aliadas dos etruscos.
Durante o ano se verificou uma elevação do nível das águas do Lago Albano, perto de Alba Longa e, para interpretar o significado deste misterioso evento, emissários foram enviados para questionar o Oráculo de Delfos:
| “ | [...] um lago, nas florestas de Alba, cresceu e chegou a uma altura extraordinária sem que ninguém conseguisse explicar este maravilhoso efeito, nem pela água e nem pelo céu e nem por nenhuma outra causa. Para descobrir o que os deuses pretendiam com este milagre, emissários foram enviados para consultarem o Oráculo de Delfos. Mas outro sinal foi ouvido por acaso perto do acampamento: um velho de Veios, entre as inúmeras provocações entre romanos e os sentinelas etruscos, cantou as seguintes palavras de tom profético: "Enquanto as águas do lago Alba não tiverem desaparecido, os romanos não conquistarão Veios". | ” |
|   | — Lívio, "Ab Urbe Condita libri" V, 15. |   |

Ao retornar, em 397 a.C., os embaixadores reportaram a mesma explicação e o velho de Veios, preso, foi acusado do prodígio para apaziguar os deuses.

## Segundo tribunato consular (395 a.C.)
Marco Valério foi eleito pela segunda vez em 395 a.C. com Públio Cornélio Cipião, Cesão Fábio Ambusto, Públio Cornélio Maluginense Cosso, Lúcio Fúrio Medulino e Quinto Servílio Fidenato.
Aos dois irmãos, Cornélio Maluginense e Cornélio Cipião, foi confiada a campanha contra os faliscos, que não chegou a resultado concreto algum, enquanto Valério Latucino e Quinto Servílio atacaram os capenatos, que, ao final, foram obrigados a buscar a paz com Roma.
Na cidade, seguia feroz a polêmica sobre a subdivisão do butim obtido com a captura de Veios no ano anterior, que se acendeu ainda mais depois da proposta do tribuno da plebe Veio Tito Sicínio, de transferir boa parte da população de Roma para Veios, combatida fortemente pelos senadores.